# Clavisodalis
Clavisodalis is een geslacht uit de Taeniacanthidae, een familie uit de orde Poecilostomatoida van de Copepoda of eenoogkreeftjes.

## Soorten
- C. abbreviatus
- C. dilatatus
- C. heterocentroti
- C. parvibullatus
- C. salmacidis
- C. sentifer
- C. tenuis